# Leptothorax ibericus
Leptothorax ibericus är en myrart som beskrevs av Menozzi 1922. Leptothorax ibericus ingår i släktet smalmyror, och familjen myror. Inga underarter finns listade i Catalogue of Life.